# Le Theil (Allier)
Pour les articles homonymes, voir Le Theil.
Le Theil est une commune française, située dans le département de l'Allier en région Auvergne-Rhône-Alpes.

## Géographie

### Communes limitrophes
Six communes sont limitrophes :
| Tronget      |       | Treban   |
| Deux-Chaises | Theil | Laféline |
| Voussac      |       | Fleuriel |

### Transports
La commune est traversée par les routes départementales 1 (liaison de Tronget à Saint-Pourçain-sur-Sioule), 36 (vers Fleuriel), 129 (vers Treban et Voussac) et 235 (vers Deux-Chaises).

### Climat
Pour des articles plus généraux, voir Climat d'Auvergne-Rhône-Alpes et Climat de l'Allier.
En 2010, le climat de la commune est de type climat océanique dégradé des plaines du Centre et du Nord, selon une étude du CNRS s'appuyant sur une série de données couvrant la période 1971-2000. En 2020, Météo-France publie une typologie des climats de la France métropolitaine dans laquelle la commune est dans une zone de transition entre le climat océanique altéré et le climat de montagne ou de marges de montagne et est dans une zone de transition entre les régions climatiques « Centre et contreforts nord du Massif Central » et « Ouest et nord-ouest du Massif Central ».
Pour la période 1971-2000, la température annuelle moyenne est de 10,3 °C, avec une amplitude thermique annuelle de 16,2 °C. Le cumul annuel moyen de précipitations est de 789 mm, avec 10,7 jours de précipitations en janvier et 7,3 jours en juillet. Pour la période 1991-2020, la température moyenne annuelle observée sur la station météorologique de Météo-France la plus proche, sur la commune de Louchy-Montfand à 10 km à vol d'oiseau, est de 11,9 °C et le cumul annuel moyen de précipitations est de 740,6 mm,. Pour l'avenir, les paramètres climatiques de la commune estimés pour 2050 selon différents scénarios d'émission de gaz à effet de serre sont consultables sur un site dédié publié par Météo-France en novembre 2022.

## Urbanisme

### Typologie
Au 1er janvier 2024, Le Theil est catégorisée commune rurale à habitat très dispersé, selon la nouvelle grille communale de densité à 7 niveaux définie par l'Insee en 2022.
Elle est située hors unité urbaine. Par ailleurs la commune fait partie de l'aire d'attraction de Moulins, dont elle est une commune de la couronne,. Cette aire, qui regroupe 64 communes, est catégorisée dans les aires de 50 000 à moins de 200 000 habitants,.

### Occupation des sols

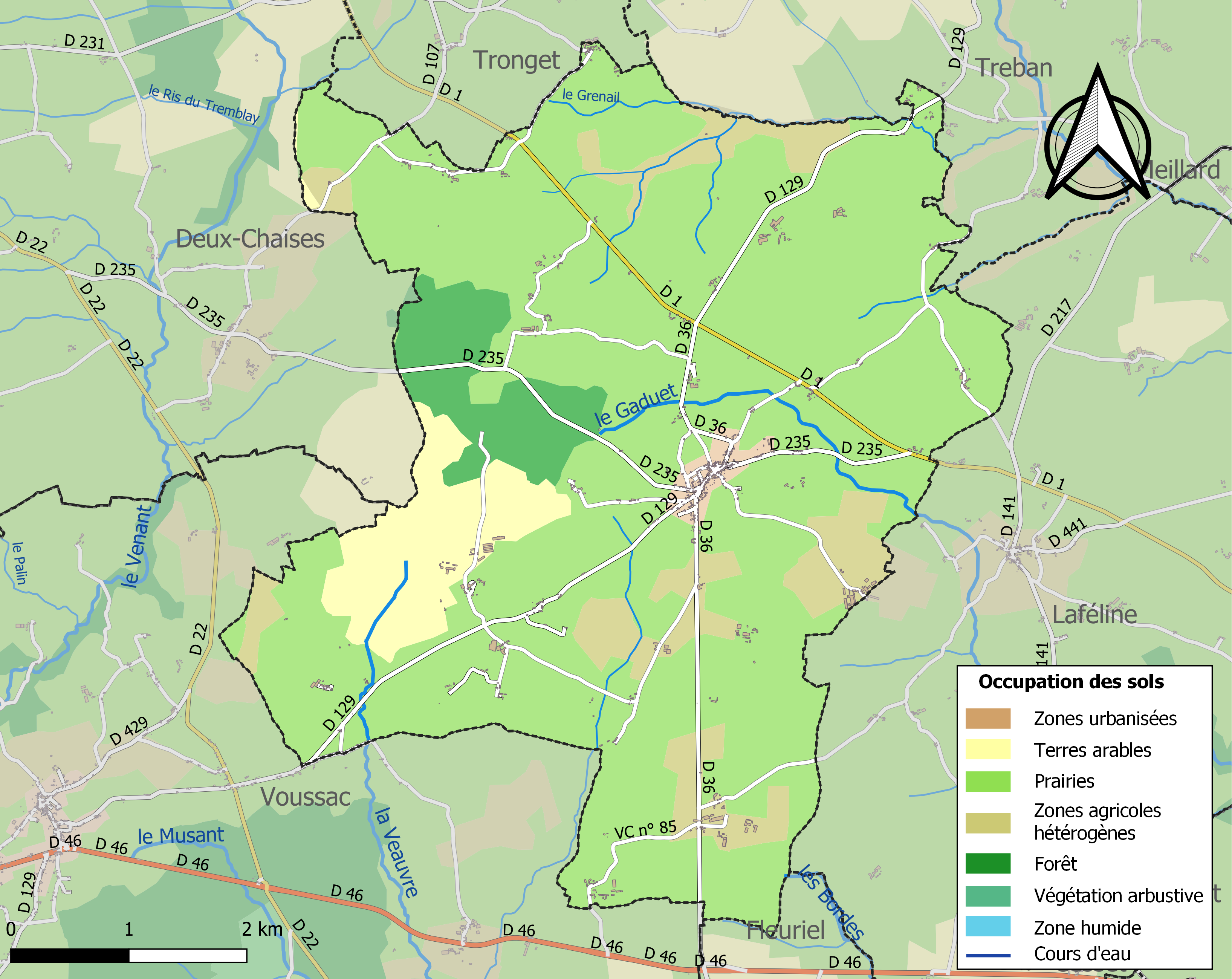
Carte des infrastructures et de l'occupation des sols de la commune en 2018 (CLC).

L'occupation des sols de la commune, telle qu'elle ressort de la base de données européenne d’occupation biophysique des sols Corine Land Cover (CLC), est marquée par l'importance des territoires agricoles (93,4 % en 2018), une proportion identique à celle de 1990 (93,4 %). La répartition détaillée en 2018 est la suivante : 
prairies (77,5 %), zones agricoles hétérogènes (9,2 %), terres arables (6,7 %), forêts (5,5 %), zones urbanisées (1,1 %).
L'IGN met par ailleurs à disposition un outil en ligne permettant de comparer l’évolution dans le temps de l’occupation des sols de la commune (ou de territoires à des échelles différentes). Plusieurs époques sont accessibles sous forme de cartes ou photos aériennes : la carte de Cassini (XVIIIe siècle), la carte d'état-major (1820-1866) et la période actuelle (1950 à aujourd'hui).

## Toponymie
Le nom du Theil lui vient du tilleul en bourbonnais du Croissant (« le telh »), zone où se rejoignent et se mélangent la langue d'oc et la langue d'oïl.

## Histoire
Situé au cœur du département de l'Allier, Le Theil est à l'époque moderne au centre de la province du Bourbonnais.

## Politique et administration

### Découpage territorial
Le Theil dépendait du canton du Montet jusqu'en mars 2015 ; à l'issue du redécoupage des cantons du département, elle fait désormais partie du canton de Souvigny.
Par arrêté préfectoral du 2 janvier 2024, la commune est retirée le 1er janvier 2024 de l'arrondissement de Moulins et rattachée à l'arrondissement de Vichy.

### Liste des maires
| Période                                  | Période                      | Identité         | Étiquette | Qualité     |
| ---------------------------------------- | ---------------------------- | ---------------- | --------- | ----------- |
| Les données manquantes sont à compléter. |                              |                  |           |             |
| mars 1878                                | mars 1895                    | Étienne Chomont  |           |             |
| mars 2001                                | mars 2008                    | Raymond Blondin  |           |             |
| mars 2008                                | mars 2014                    | Rachel Boudignon |           |             |
| mars 2014                                | 4 juillet 2020               | Guy Madet        | DVD       | Agriculteur |
| 4 juillet 2020                           | En cours (au 5 juillet 2020) | Benoît Simonin   |           |             |

## Population et société

### Démographie
L'évolution du nombre d'habitants est connue à travers les recensements de la population effectués dans la commune depuis 1793. Pour les communes de moins de 10 000 habitants, une enquête de recensement portant sur toute la population est réalisée tous les cinq ans, les populations de référence des années intermédiaires étant quant à elles estimées par interpolation ou extrapolation. Pour la commune, le premier recensement exhaustif entrant dans le cadre du nouveau dispositif a été réalisé en 2004.

En 2022, la commune comptait 388 habitants, en évolution de −5,37 % par rapport à 2016 (Allier : −1,38 %, France hors Mayotte : +2,11 %).
| 1793  | 1800 | 1806  | 1821  | 1831  | 1836  | 1841  | 1846  | 1851  |
| ----- | ---- | ----- | ----- | ----- | ----- | ----- | ----- | ----- |
| 1 040 | 918  | 1 077 | 1 090 | 1 064 | 1 107 | 1 008 | 1 041 | 1 036 |

| 1856  | 1861  | 1866  | 1872  | 1876  | 1881  | 1886  | 1891  | 1896  |
| ----- | ----- | ----- | ----- | ----- | ----- | ----- | ----- | ----- |
| 1 042 | 1 073 | 1 116 | 1 182 | 1 206 | 1 250 | 1 262 | 1 203 | 1 167 |

| 1901  | 1906  | 1911  | 1921 | 1926 | 1931 | 1936 | 1946 | 1954 |
| ----- | ----- | ----- | ---- | ---- | ---- | ---- | ---- | ---- |
| 1 168 | 1 143 | 1 091 | 982  | 958  | 965  | 936  | 822  | 746  |

| 1962 | 1968 | 1975 | 1982 | 1990 | 1999 | 2004 | 2006 | 2009 |
| ---- | ---- | ---- | ---- | ---- | ---- | ---- | ---- | ---- |
| 695  | 679  | 590  | 503  | 456  | 413  | 404  | 393  | 415  |

| 2014 | 2019 | 2022 | - | - | - | - | - | - |
| ---- | ---- | ---- | - | - | - | - | - | - |
| 409  | 391  | 388  | - | - | - | - | - | - |

## Culture locale et patrimoine

### Lieux et monuments
- L'église Saint-Martin, romane, des XIe et XIIe siècles avec flèche en pierre. Inscrite à l'Inventaire Supplémentaire des Monuments historiques.
- Château de Fontariol, XVe siècle, Inscrit à l'Inventaire Supplémentaire des Monuments Historiques[23].
- Château du Max.
- Étang de Mircomps.

### Personnalités liées à la commune
- Gaston Depresle (1898-1968), né au Theil le 29 janvier 1898, écrivain, journaliste[24].